# Der Onkel aus Amerika (1953)
Der Onkel aus Amerika ist eine deutsche Filmkomödie von Carl Boese aus dem Jahr 1953. Sie beruht auf dem Bühnenstück Man braucht kein Geld von Ferdinand Altenkirch.

## Handlung
Die Familie Hartung – Gertrud Hartung, ihr Bruder Hermann und dessen Tochter Elisabeth – ist hoch verschuldet. In der Kleinstadt Groditzkirchen begann Hermann Hartung nach Öl zu bohren, wobei er unter anderem Gelder der Industriebank lieh, die an der Öl-AG finanziell beteiligt war und wiederum Ölaktien erwarb. Es fand sich jedoch kein Öl, sodass nicht nur die Familie Hartung, sondern auch die Bank von Direktor Brenner vor dem Bankrott steht. Der einzige Bankangestellte Bodo Schmidt erhält seinen Lohn schon seit geraumer Zeit in Ölaktien ausgezahlt und will nun endlich kündigen, darf jedoch nicht. Die einzige Hoffnung liegt in Thomas Theodor Hoffmann, dem Onkel der Hartungs. Thomas lebt seit 40 Jahren in Texas und schickte der Familie einst eine Postkarte mit einer Fabrik, auf die er „klein, aber mein“ geschrieben hatte. Seither gilt er in der Kleinstadt als reicher Mann. Gertrud Hartung hat ihren Onkel daher nach Groditzkirchen eingeladen und Onkel Thomas hat versprochen zu kommen.
Eines Tages erhält die Familie ein Telegramm, dass Thomas noch am selben Tag in Groditzkirchen erscheinen wird. Sie will sich von der Industriebank Geld borgen, doch übernimmt Bodo Schmidt die Verwaltung der geforderten 500 Mark, die aus seinem eigenen Geldbeutel kommen. Er organisiert den Empfang, der schiefgeht, weil die Familie einen anderen Herrn für ihren Onkel hält. Thomas kommt allein am Haus der Familie an. Bald wird deutlich, dass Thomas sein gesamtes Vermögen in die Reise nach Groditzkirchen investiert hat. Ihm gehörte eine kleine Werkstatt, die auf der Postkarte vor der Fabrik zu sehen ist. Die Hartungs und auch Bodo Schmidt wollen fast aufgeben, als eine Äußerung Brenners Bodo die Augen öffnet: Es kommt nicht darauf an, ob Thomas Geld hat. Der Schein ist hier viel wichtiger. Bodo quartiert Thomas im besten Hotel der Stadt ein, lässt großzügige Trinkgelder verteilen und fingiert ein Gespräch mit London, in dem er Ölbohrer für Groditzkirchen bestellt. Bald steigen die bisher wertlosen Ölaktien im Preis und eine Reihe von wohlhabenden Bürgern schließt sich zur Allgemeinen Groditzer Ölaktiengesellschaft zusammen, deren Präsident Thomas wird. Die Stadt selbst unterstützt die Ölbohrungen nun mit mehreren 100.000 Mark und die Arbeit beginnt. In der Folge blüht die Wirtschaft in Groditzkirchen auf, neue Häuser und Schulen entstehen und Thomas gilt bald als der große Wohltäter.
Thomas ist der Trubel um seine Person bald zu viel und er will abreisen. Ist Bodo zuvor zur „Wahrung der Familieninteressen“ eine Verlobung mit Elisabeth Hartung eingegangen, wodurch er unter anderem Mitdirektor der Industriebank werden konnte, so kündigt Elisabeth nun die Heirat mit Bodo an, damit Thomas in der Kleinstadt gehalten wird. Er stimmt zu, der Hochzeit als Gast beizuwohnen. In Groditzkirchen wird unterdessen die Enthüllung einer Büste des großen Wohltäters Thomas vorbereitet. Zu diesem Zweck holen die Mitglieder der Allgemeinen Groditzer Ölaktiengesellschaft Hinweise zu Thomas’ Leben direkt aus Texas ein. Während Bodo Elisabeth heiratet und beide nach anfänglichem Streit doch noch eine ruhige Hochzeitsnacht in einem modernst eingerichteten Apartment verbringen, erfahren die Mitglieder der Allgemeinen Groditzer Ölaktiengesellschaft aus Texas, dass Thomas weder Fabrikdirektor noch wohlhabend ist. Am nächsten Morgen, an dem auch die Enthüllung der Büste geplant ist, stellen die Mitglieder Bodo zur Rede und der warnt davor, die Illusion um Thomas zu zerstören. Niemand habe aufgrund der Mogelei einen Nachteil erfahren. Käme heraus, dass Thomas nicht reich ist, müsste Groditzkirchen sämtliche Kredite zurückzahlen und stünde am Ende schlechter als am Anfang da. Die Mitglieder stimmen zu, Stillschweigen zu bewahren. Kurz vor der Enthüllung der Büste wird deutlich, dass Thomas mal wieder seine Sachen gepackt und geflohen ist. Während Bodo zu einer improvisierten Rede ansetzt, die eigentlich Thomas halten sollte, erscheint Thomas, den zwei Polizisten am Bahnhof abgefangen und zu seiner eigenen Ehrenveranstaltung gebracht haben. Resignierend ergibt er sich in sein Schicksal und denkt wehmütig an seine ruhigen Jahre in Texas zurück.

## Produktion
Der Onkel aus Amerika beruht auf dem Bühnenstück Man braucht kein Geld von Ferdinand Altenkirch, das unter dem Titel Man braucht kein Geld erstmals 1931 verfilmt wurde. Regie übernahm ebenfalls Carl Boese, wobei der Onkel aus Amerika schon 1931 von Hans Moser gespielt wurde.
Die Dreharbeiten fanden vom 27. November bis 20. Dezember 1952 in den CCC-Studios in Berlin-Spandau statt. Das Szenenbild schufen Erich Grave und Walter Kutz. Im Film singen das Sunshine Quartett und Horst Winter den Schlager Man braucht kein Geld. Hans Moser singt Wenn ich die Wolkenkratzer sehe.
Der Onkel aus Amerika erlebte am 26. Januar 1953 im Berliner Astor seine bundesdeutsche Filmpremiere und lief 1956 auch in den Kinos der DDR an.

## Kritik
„Auf engem, aber luxuriös (und teilweise sogar parodistisch) möbliertem Atelierraum entstand […] eine Art Kammerschwank, eine mehr lehrhafte als deftige – und jedenfalls noch aktuelle – Verulkung eines blühenden Geschäfts mit frei erfundenem Kapital. Hans Moser ohne Nuscheln, sehr verzagt und ehrbar, wirkt mehr rührend als erheiternd“, schrieb Der Spiegel 1953.
Der film-dienst nannte Der Onkel aus Amerika eine „musikalische Komödie, die das verklärte Amerikabild der 50er Jahre aufs Korn nimmt. Die Story […] enthält durchaus Elemente einer zeitbezogenen Satire, die jedoch so mit Klamauk zugedeckt wird, daß allenfalls die Hauptdarsteller reizvoll sind.“